# Kornhaus (Marburg)
Das Kornhaus in Marburg ist ein um 1515/1516 errichteter Kornspeicher und ehemaliges Backhaus des Deutschen Ordens. Es steht östlich der Elisabethkirche am heutigen Firmaneiplatz und ist das einzige noch erhaltene Wirtschaftsgebäude der Marburger Ordensniederlassung. Damit bildet es einen wichtigen Bestandteil des heutigen Ensembles der ehemaligen Kommende des Deutschen Ordens, das sich von der Elisabethkirche über den Ketzerbach bis zum Alten Botanischen Garten erstreckt und von der Deutschhausstraße durchschnitten wird.
Das Kornhaus war das wichtigste Versorgungsgebäude der Marburger Ordensniederlassung, da hier Getreide gelagert und direkt vor Ort zu Brot verarbeitet wurde.
Seit 1977 ist im Gebäude das Mineralogische Museum der Philipps-Universität Marburg untergebracht, eine der größten mineralogischen und geologischen Sammlungen Hessens. Seit 2019 ist das Gebäude für die Öffentlichkeit geschlossen.

## Baugeschichte

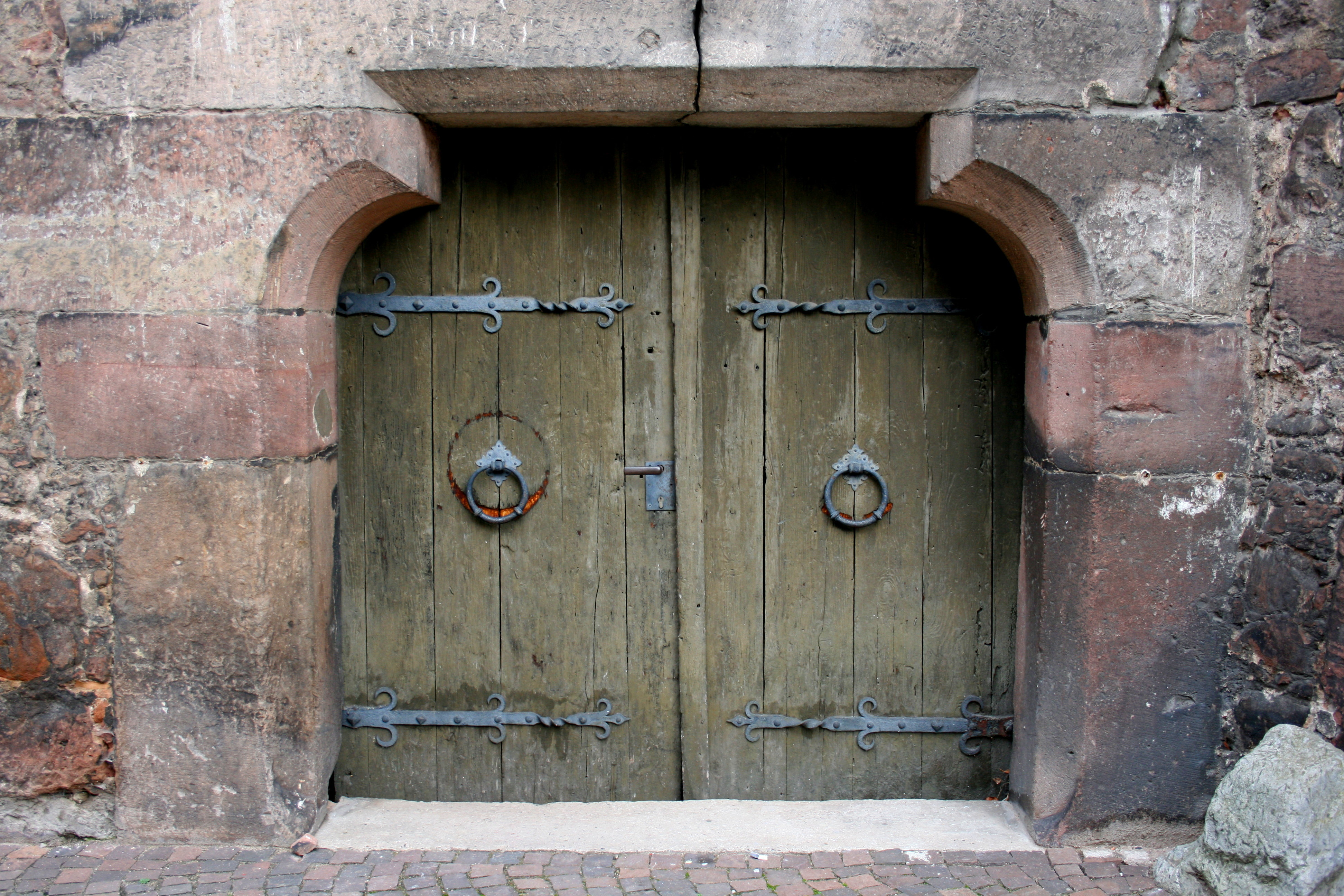
Flügeltür neben dem Rundturm an der Giebelseite

Das ehemalige Kornhaus steht im Wirtschaftshof, welcher sich östlich der Elisabethkirche befindet. Es wurde in den Jahren 1515 und 1516 in den kleineren Wirtschaftshof, der sich östlich der Elisabethkirche und des dreiflügeligen Wohnhauses befand, hineingebaut. Es ist das einzige heute noch erhaltene Wirtschaftsgebäude des Deutschen Ordens in Marburg. Die übrigen Gebäude wurden spätestens Ende des 19. Jahrhunderts abgerissen.
Das Kornhaus wurde massiv aus Bruchsteinen errichtet, um es besonders feuersicher zu machen, und besitzt ein hohes Satteldach mit mehreren Schüttböden. Der Bau verfügt über einen vorgelagerten halbrunden Treppenturm auf der Westseite und eine mehrgeschossige Holzkonstruktion im Dachbereich. Anders als die meisten Wirtschaftsgebäude der Kommende, die jenseits des Ketzerbachs lagen, befand es sich innerhalb der ummauerten und befestigten Anlage, direkt neben dem Deutschen Haus.
Es weist drei Geschosse und drei Dachböden auf und diente dem Deutschen Orden gleichzeitig als Kornspeicher und Backhaus. Seine beachtliche Größe dokumentiert den Reichtum der Landkommende.

## Archäologische Grabungen
Im Zuge der Neugestaltung des Umfeldes der Elisabethkirche in Marburg im Jahr 2006 kam es zu archäologischen Ausgrabungen auf dem Gelände. Die Untersuchungen dauerten insgesamt von Oktober 2006 bis Februar 2007. Bereits bei Ausgrabungen 1970/71 erwies sich, dass dieses Gelände wichtige archäologische Quellen birgt.

## Die Deutschordensniederlassung in Marburg
Der Deutsche Orden ließ sich in Marburg auf dem Hospitalbezirk der heiligen Elisabeth nieder. Dieser ordnete sich um einen umzäunten Hof um die Elisabethkirche herum an. Papst Gregor IX. übertrug am 1. Juli 1234 die Einrichtung gemeinsam mit dem Patronatsrecht über die Pfarrkirche Marburg an den Deutschen Orden. Dies geschah auf Bitten der Landgrafen Heinrich Raspe IV. und Konrad von Thüringen, der Schwäger Elisabeths.
Mit der Übergabe an den Deutschen Orden kam es zu intensiven Bautätigkeiten, wodurch das Areal zu einer großzügigen und repräsentativen Anlage wurde. Ursprünglich dürfte es sich beim Hospitalbezirk eher um eine Gruppe von Gehöften gehandelt haben. Man hatte eine Einrichtung geschaffen, die auf der einen Seite geistlich und auf der anderen wirtschaftlich orientiert war. Besitzrechtlich wie auch baulich gesehen stellte Marburg die mit Abstand größte Kommende in Hessen dar.
Die Niederlassung des Ordens gliederte sich in folgende Gebäude:

### Elisabethkirche
Die Elisabethkirche wurde ab dem 14. August 1235 errichtet. Der Bau zog sich bis ins erste Drittel des 14. Jahrhunderts hin.

### Franziskushospital
Das 1228 von Elisabeth von Thüringen gegründete Franziskushospital bildete die Basis der späteren Ballei in Hessen. Es lag nördlich außerhalb der Stadt am Lahnufer. Papst Gregor IX. gewährte am 19. April 1234 einen Ablass für Besucher.

### Hospitalgebäude
1253 südlich des Ketzerbachs erbaut. Typisch für mittelalterliche Hospitäler besaß es eine große Halle mit Kapellenanbau, damit Kranke den Gottesdienst verfolgen konnten. In seinem ursprünglichen Zustand besaß das Hospital an seiner Vorderfront schmale und hohe gotische Fenster. 1876 wurde es abgerissen.

### Die Firmanei
Die „Firmanei“ war ein Spital für Konventsbrüder mit 1286 geweihter Franziskuskapelle als östlichem Anbau. Sie befand sich am nordwestlichen Rande des Klausurbezirks. Im Winkel schloss sich dem Bau seit dem 14. Jh. ein als Kornspeicher genutztes großes Gebäude an. Dieses brannte im Siebenjährigen Krieg ab, wurde wiederaufgebaut und 1839 abgerissen. Der heutige Firmanei-Platz im Osten der Elisabethkirche war einst Teil des in der zweiten Hälfte des 19. Jahrhunderts niedergelegten Wirtschaftshofs des Ordens.
Der Orden unterhielt hier bis ins 18. Jahrhundert einen berüchtigten Weinschank, „ein Schlund allen Geldes zu Marburg“ (Adam Krafft, 1529). 1544 beschwerte sich Landgraf Philipp I. beim Kaiser über den Missbrauch der Einrichtung.
Der heutige Platz entstand im 19. Jahrhundert nach Abbruch der meisten Wirtschaftsgebäude. Er umfasst Teile des ehemaligen Wirtschaftshofes der Kommende.

#### Etymologie
Der Name „Firmanei“ geht auf lateinisch infirmaria (Krankenstube) zurück. Neben der Vollform begegnen seit dem 12. Jh. Varianten wie firmaria, firmeria oder fermeria. Im Mittelhochdeutschen über das Französische vermittelt als firmarîe, volkssprachlich zu „Firmanei“ entwickelt – mit phonetischer Assimilation (zweiter Nasal statt -r-) und Endbetonung. Französisches infirmerie und englisches infirmary haben sich bis heute gehalten.

### Das Deutschordenshaus
Dreiflügeliges ursprüngliches Wohnhaus des Deutschen Ordens aus dem 13. Jahrhundert. Heute Sitz des Fachbereichs Geographie der Universität Marburg.

## Nutzungsgeschichte
Das Kornhaus diente als Backhaus und Getreidespeicher.
Nach der Auflösung des Deutschen Ordens 1809 ging das Gebäude in den Besitz der Universität über und diente zunächst als Lager. Ab 1930 wurden zwei Stockwerke für die Unterbringung der Sammlungen des Mineralogischen Instituts hergerichtet.
In den 1960er Jahren befand sich das Gebäude in stark heruntergekommenem Zustand. Zwischen 1968 und 1973 wurde es renoviert, wobei Dach und Installationen erneuert sowie der Innenausbau vorgenommen wurden. Die vergleichsweise niedrigen Kosten von 300.000 DM waren vor allem Spenden und dem unentgeltlichen Einsatz von Pionieren der Bundeswehr zu verdanken.
Am 27. Juni 1977 wurde das Mineralogische Museum der Philipps-Universität Marburg zum 450-jährigen Jubiläum der Universität feierlich eröffnet und für die Öffentlichkeit zugänglich gemacht. Seit 2019 ist das Gebäude aus Brandschutzgründen geschlossen.